# Syowa

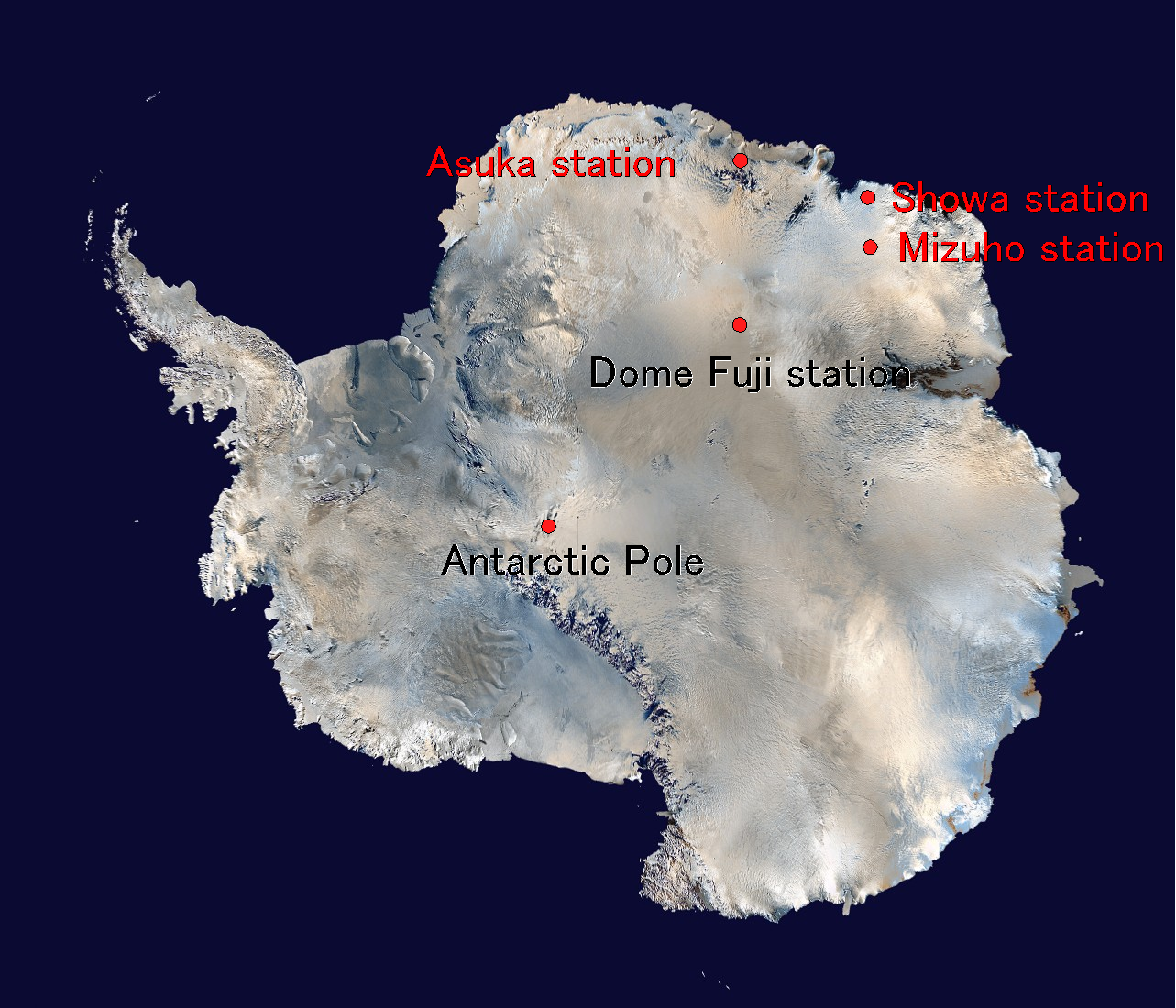
Japońskie stacje na Antarktydzie

Syowa (Shōwa) (jap. 昭和基地 Shōwa Kichi; pol. baza Shōwa) – japońska stacja antarktyczna na wyspie Ongul w Lützow-Holm Bay (Ziemia Królowej Maud, Antarktyda Wschodnia). Nazwa stacji (Era Oświeconego Pokoju) pochodzi od nazwy okresu w historii Japonii (1926–1989).

## Historia
Zbudowana w latach 1956–1957 jako pierwsza japońska stacja w Antarktyce. Podczas czwartej japońskiej wyprawy antarktycznej w październiku 1960 roku zginął jeden z członków wyprawy, Shin Fukushima. Ku jego pamięci towarzysze usypali kopiec skalny, w którym spoczywa część jego prochów; jest on wpisany na listę historycznych miejsc i pomników Antarktyki (nr 2). Początkowo stacja Syowa składała się z trzech budynków, stopniowo była rozbudowywana: w 2001 roku było 48 budynków o łącznej powierzchni 5930 m². Maksymalnie może w niej przebywać 110 osób, załoga zimująca liczy do 28 osób.
Przy stacji znajduje się lotnisko dla samolotów na płozach.

## Badania
Na stacji prowadzone są badania obejmujące meteorologię, sejsmologię, grawimetrię, geodezję i kartografię, oceanografię, badanie pokrywy lodowej, geologię, geografię, morską i lądową biologię, badania medyczne, a także badania stężenia dwutlenku węgla w atmosferze oraz badanie populacji pingwinów.

## Ochrona środowiska
Początkowo energii dostarczały generatory napędzane silnikami spalinowymi. W celu zmniejszenia zanieczyszczenia powietrza, od 1997 roku na stacji montowane są kolektory słoneczne (w roku 2000 miały moc 40 kW, planowano rozbudowę do 50 kW). Prowadzone też są doświadczenia z turbinami wiatrowymi.